# Kamiyado
Kamiyado (神宿), également connu en tant que KMYD, est un groupe d'idoles japonais créé en septembre 2014 et basé dans le quartier de Harajuku à Tokyo.

## Origine du nom
L'origine de leur nom est la combinaison des kanjis 神 (« kami »), issu du Temple Meiji, et 宿 (« yado ») provenant de Harajuku.
L'acronyme de KMYD est : Kawaii (可愛い！), Max (全力！), Yell (応援！), Dream (夢！).

## Histoire
Le groupe se forme en septembre 2014 avec cinq jeunes filles : les sœurs Miki Hashima (désignée leader) et Mei Hashima, puis  Mika Ichinose (qui occupe la position de centre) Hina Koyama et Naho Sekiguchi.
Elles donnent leur premier one-man live en septembre 2014 au Roppongi Bee-Hive à Tokyo.
Mika Ichinose a joué dans le film My Friendship Kilt (マイ・フレンドシップ・キルト) en compagnie de Riko Ishino (d'Idol Renaissance), Manami Igashira (de X21), Komatsu Moka (de Hakoiri♡Musume) et Mami Noda (de Sunmyu). Le long-métrage est sorti en août 2015.
Les filles animent l'émission Kamiyado tte Nande Show (神宿ってなんで Show) sur internet ; celle-ci est diffusée tous les vendredis soir sur Showroom.
Les Kamiyado ont collaboré avec diverses marques de mode, telles que galaxxxxy, pour leurs costumes en février et mars 2016.
En avril 2016, le groupe d'idoles s'est associé à Tower Records pour créer le label Kamito (神塔) ; le premier CD single du groupe Harajuku Sentai! Kamiyado Ranger / Genkai Philosophy est sorti sous ce label en juin 2016.
Le groupe annonce sa séparation en août 2024[réf. souhaitée].

## Membres
Chacune d’entre elles est associée à une couleur.
| Nom                                       | Naissance        | Couleur | Remarques                    |
| ----------------------------------------- | ---------------- | ------- | ---------------------------- |
| Miki Hashima (羽島みき, Hashima Miki)     | 3 juin 1996      | Jaune   | Leader ; sœur de Mei Hashima |
| Hina Koyama (小山ひな, Koyama Hina)       | 24 juin 1997     | Rose    |                              |
| Mei Hashima (羽島めい, Hashima Mei)       | 25 mai 1998      | Bleu    | Sœur de Miki Hashima         |
| Naho Sekiguchi (関口なほ, Sekiguchi Naho) | 27 décembre 1998 | Vert    |                              |
| Mika Ichinose (一ノ瀬みか, Ichinose Mika) | 12 avril 2000    | Rouge   | Membre central               |

## Discographie

### Albums
Album numérique
1. 27 décembre 2015 : Harajuku Hatsu! Kamiyado Desu (原宿発！神宿です。?)

Album
1. 14 novembre 2017 : Harajuku Hatsu! Kamiyado Desu (原宿発！神宿です。?)

### Singles
Singles
1. 28 juin 2016 : Harajuku Sentai! Kamiyado Ranger / Genkai Toppa Philosophy (原宿戦隊!神宿レンジャー /限界突破フィロソフィ?)
2. 6 décembre 2016 : Kamchatka Adventure (カムチャッカ・アドベンチャー?)
3. 9 mai 2018 : Happy Party Night
4. 6 février 2019 : Conversation Fancy
5. 28 avril 2021 : Fantastic Girl
6. 30 décembre 2021 : Kimi to Iru (君といる?)
7. 18 mai 2022 : #MaeNiSusumuUta (
8. 前に進む唄?)
9. 14 décembre 2022 : Tiny Faker (タイニーフェイカー?)
10. 30 septembre 2023 : O Tameshi Kanojō (おためし彼女?)

Singles numériques
1. 27 juin 2015 : KMYD
2. 1er juillet 2015 : Ano Musume ni Bareru Yōna... (あの娘にばれるような・・・?)
3. 12 juillet 2015 : Bi・Bi・Bi♡ (ビ・ビ・ビ♡?)
4. 30 juillet 2015 : Hajimari no Kane wo Narase (はじまりの鐘を鳴らせ?)
5. 15 août 2015 : Parachute☆Love (ぱらしゅ～と☆らぶ?)
6. 20 août 2015 : Hissatsu! Cho Kamiyado Senpu (必殺！超神宿旋風?)
7. 24 août 2015 : Summer Dream
8. 29 août 2015 : Zenkai! Kamiyado World (全開！神宿ワールド?)

### DVD
1. 22 novembre 2015 : Kami ga Yadoru Basho ~1 Shūnen! Kubu Matsurida! Yossha Ikuzo! DUO!~ (神が宿る場所 ～１周年！舁夫祭りだ！よっしゃいくぞー！DUO！～?)